# آژانس فضایی اروپا
آژانس فضایی اروپا (به انگلیسی: European Space Agency و به اختصار ESA) و (به فرانسوی: ESA; French: Agence spatiale européenneو به اختصار ASE) و (به آلمانی: Europäische Weltraumorganisation) سازمان فضایی اتحادیهٔ اروپا است.

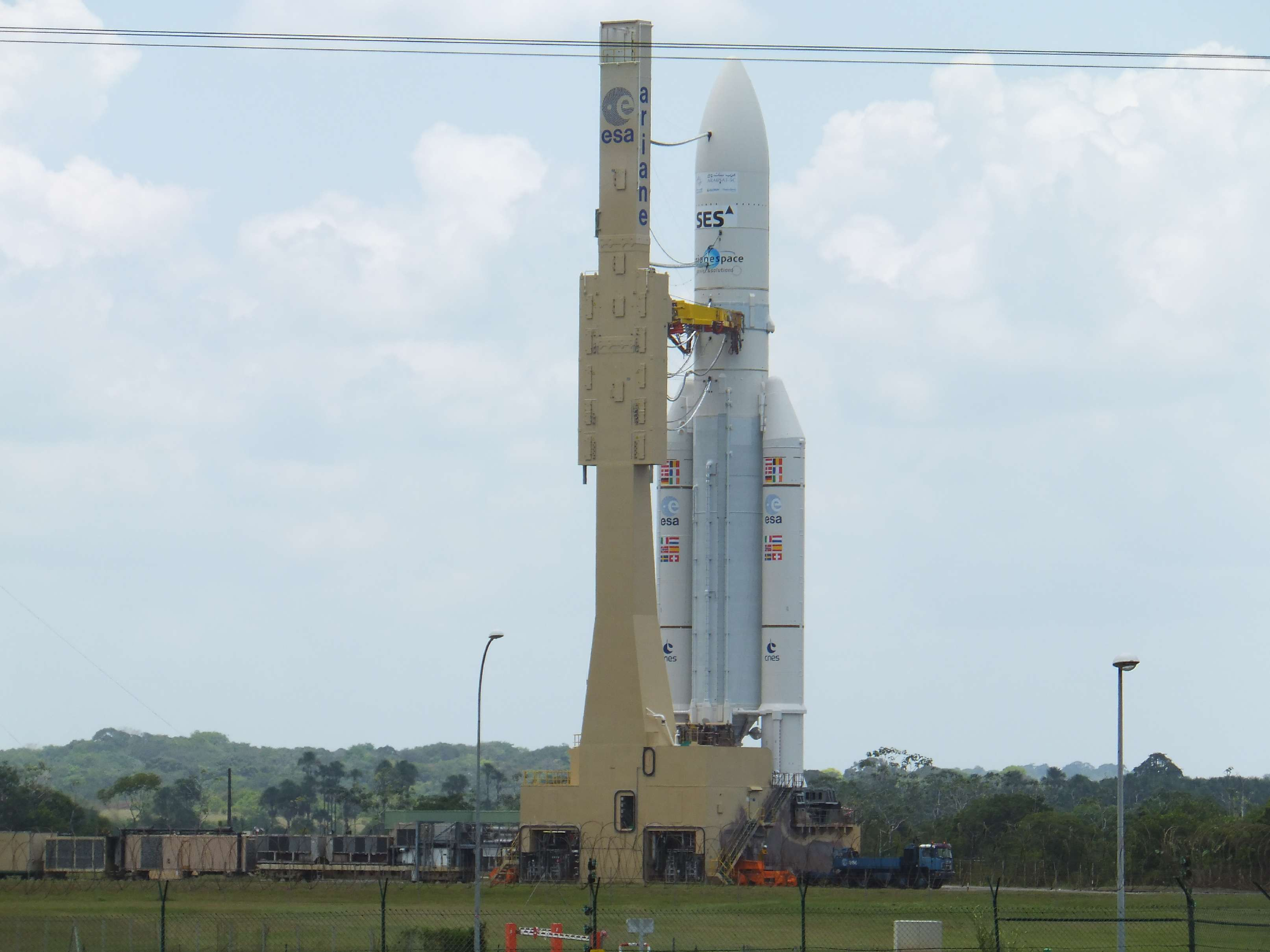
موشک آریان ۵ ECA منتقل شده ELA-3 سکوی پرتاب

این سازمان دولتی بین‌المللی که به اکتشاف فضا و فضانوردی اختصاص داده شده دارای ۲۲ کشور عضو است. آژانس فضایی اروپا در سال ۱۹۷۵ تأسیس شده و مرکز آن در پاریس، فرانسه و دارای حدود ۲۲۰۰ کارمند در سراسر جهان در سال ۲۰۱۸ با بودجه سالانه حدود ۴/۹ میلیارد یورو در سال ۲۰۲۳ می‌باشد.
برنامه‌های پرواز به فضای آژانس فضایی اروپا شامل پروازهای فضایی با سرنشین، عمدتاً از طریق شرکت در برنامه‌های ایستگاه فضایی بین‌المللی، راه‌اندازی و شرکت در ماموریت‌های اکتشافی بدون سرنشین به سیارات دیگر و ماه، مشاهدهٔ زمین از فضا، دانش فضایی، ارتباط از راه دور و همچنین نگاهداری از پایگاه فضایی بزرگ گویان، در پایگاه فضایی گویان در گویان فرانسه در آمریکای جنوبی، و طراحی و راه‌اندازی وسایل ترابری فضایی است. وسیلهٔ اصلی پرتاب، در آژانس فضایی اروپا موشک آریان ۵ است که هزینه‌های راه‌اندازی و توسعهٔ بیشتر آن از طریق به اشتراک گذاری با اعضای آژانس، این موشک راه‌اندازی و اداره می‌شود.

## بنیان گذاری
پس از جنگ جهانی دوم ، بسیاری از دانشمندان اروپایی اروپای غربی را به منظور همکاری با ایالات متحده ترک کردند. اگرچه رونق دهه 1950 این امکان را برای کشورهای اروپای غربی فراهم کرد تا در تحقیقات و به طور خاص در فعالیت های مرتبط با فضا سرمایه گذاری کنند، دانشمندان اروپای غربی دریافتند که صرفاً پروژه های ملی قادر به رقابت با دو ابرقدرت اصلی نیستند. در سال 1958، تنها چند ماه پس از شوک اسپوتنیک ، ادواردو آمالدی (ایتالیا) و پیر اوگر (فرانسه)، دو عضو برجسته جامعه علمی اروپای غربی، برای بحث در مورد تأسیس یک آژانس فضایی مشترک اروپای غربی ملاقات کردند. این نشست با حضور نمایندگان علمی از هشت کشور برگزار شد.
۲۲ کشور اروپایی شامل آلمان، اتریش، اسپانیا، استونی، ایتالیا، ایرلند، بریتانیا، بلژیک، پرتغال، دانمارک، رومانی، سوئد، سوئیس، فرانسه، فنلاند، لوکزامبورگ، مجارستان، نروژ، هلند، یونان، جمهوری چک و رومانی اعضای این سازمان را تشکیل می‌دهند.